# Fehérfejű gőzhajóréce
A fehérfejű gőzhajóréce (Tachyeres leucocephalus) a lúdalakúak (Anseriformes) rendjébe, ezen belül a récefélék (Anatidae) családjába tartozó faj.
Csak 1981-ben leírt faj, korábban a patagóniai gőzhajórécével (Tachyeres patachonichus) azonosították.

## Előfordulása
Csak Argentínában él, ott is csak néhány területen, Patagóniában Chubut tartományban és Santa Cruz tartomány északi részén. Az Atlanti-óceán sziklás partvidékein fordul elő.

## Megjelenése
A gőzhajórécék közül egyedül az ő feje fehér.

## Életmódja
Gőzhajó módjára közlekedik a vízben, repülni nem szokott.

## Szaporodása
Többnyire párokban él.
Fészkét sziklák közé vagy egy bokor védelmébe építi, növényi részekből és pehelytollakkal béleli.
Csak a tojó kotlik. Fészekalja 5-8 tejszínű tojásból áll.
Fiókái fészekhagyók.
Teljes populációja nagyjából 5000 madárból áll.